# Koichiro Kobayashi
Kōichirō Kobayashi (小林 幸一郎, Kobayashi Kōichirō, né le 11 février 1968 à Tokyo) est un grimpeur japonais. Il concourt dans les catégories handisport B2 puis B1.

## Biographie
Kobayashi pratique l’escalade depuis ses 16 ans, et travaille comme guide de montagne. Il devient progressiment aveugle à l’âge de 28 ans, mais continue à grimper, notamment après avoir rencontré l’alpiniste Erik Weihenmayer, lui aussi aveugle. En 2005, il fonde Magic Monkey, une association qui promeut l’escalade auprès de jeunes malvoyants, via des cours et des interventions,,,.
Koichiro Kobayashi remporte les toutes premières compétitions internationales handisport en 2006, puis 2011 (premiers championnats du monde) en catégorie B2. Il passe ensuite en catégorie B1 lorsque sa maladie progresse, et remporte les championnats du monde en 2014 à Gijon, 2016 à Paris, 2018 à Innsbrück, et 2019 à Briançon.
Koichiro Kobayashi est le personnage principal du film "Life is Climbing" (2023).